# Вулиця Культури (Харків)
Ву́лиця Культу́ри — вулиця у Шевченківському районі Харкова. Довжина 1 460 метрів. Починається від Сумської вулиці, перетинається з вулицею Трінклера та проспектом Науки. В неї упираються вулиці Шатилівська, Літературна та провулок Самокиша. Закінчується на перетині з вулицею Леся Курбаса. Забудована переважно багатоповерховими будинками.

## Історія
Вулиця виникла на початку XX століття. У той час суцільна забудова Сумської вулиці тягнулася до кінця території, займаної лазаретними бараками, а далі до міського парку йшло поле. У зв'язку з тим, що на вулицю виходили бараки лазарету, її довгий час називали Барачною.

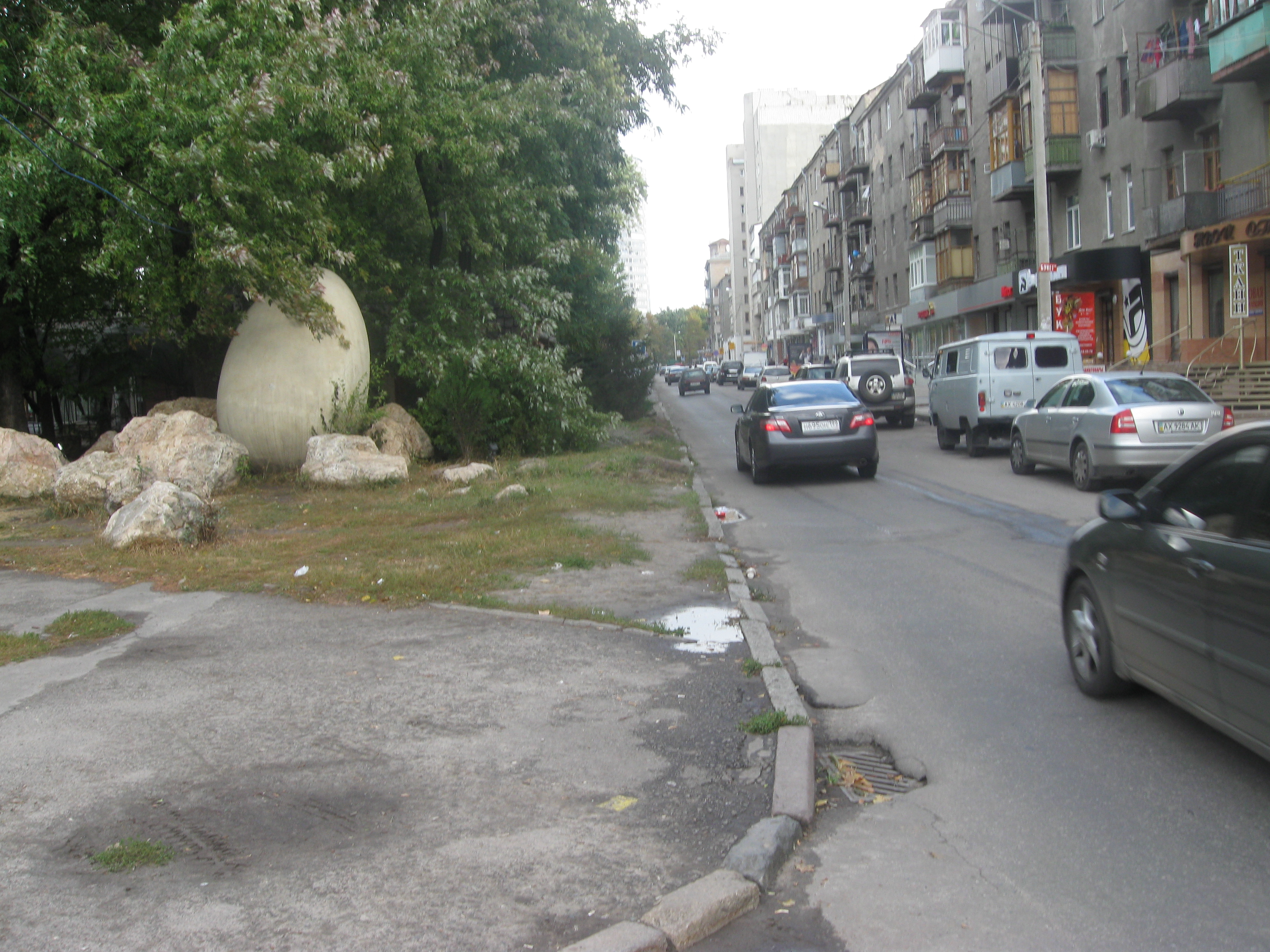
На перетині з проспектом Науки

У 1913 році на розі вулиць Сумської та Барачної архітектор І. Горохов побудував будинок для видавця газети «Південний Край» Йозефовича. Будинок (нині Центральний Палац одруження), є найстарішим будинком вулиці.
У листопаді-грудні 1918 року, після революції у Німеччині, в цьому будинку знаходився гарнізонна рада німецьких солдат. У другій половині листопада тут відбулося підпільне засідання Харківського ревкому, на якому були присутні представники німецької Ради солдатських депутатів. У цьому ж будинку більшовики вели переговори з представниками гарнізонної Ради про купівлю зброї. За дорученням ЦК КП(б)У в перемовинах брав участь Е. Й. Квірінг. Внаслідок вдалих перемовин було придбано зброю, яка пішла на озброєння харківського підпілля.

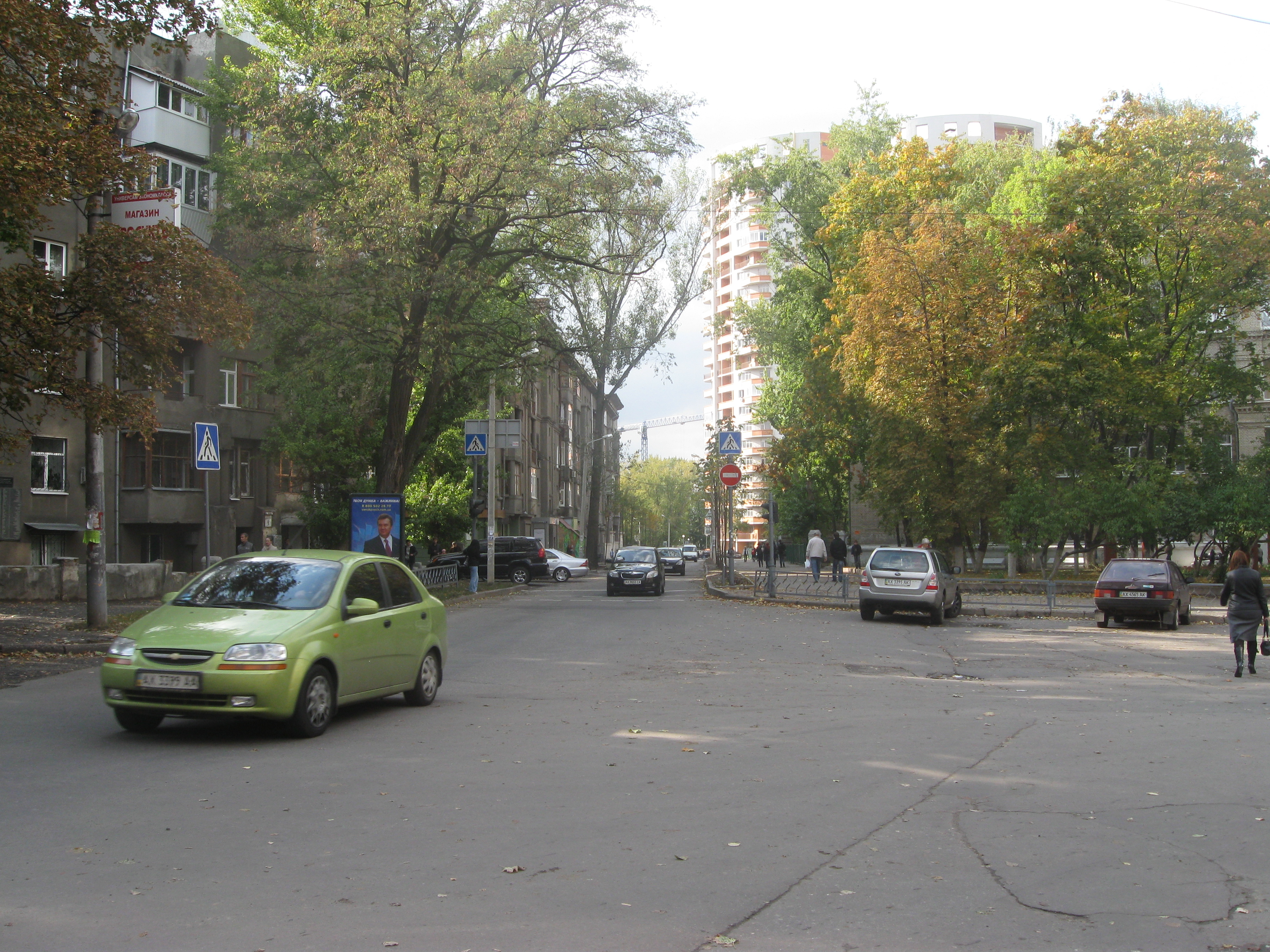
Вигляд з вулиці Шатилівської в сторону Сумської

Значне будівництво на Барачній вулиці розгорнувся в другій половині 20-х-30-х роках. По всій вулиці: від Сумської вулиці до вулиці Ромен Роллана вона була забудована багатоповерховими житловими будинками. Біля вулиці Червоних Письменників (нині Літературної), де було споруджено будинок письменників «Слово», Барачна повертала на захід і прямувала вздовж великого яру, що утворився внаслідок виїмки глини цегляним заводом, який розташовувався в районі нинішньої вулиці Бакуліна. У зв'язку з цим будинки тут розміщалися на одній стороні, а на іншій — вузькою смужкою простягнувся сквер.
Після німецько-радянської війни Барачна вулиця перейменована в провулок Покровського, була відновлена. Пізніше, коли тут побудували житловий будинок для працівників мистецтва, будинок Спілки художників, 199-у середню школу, Покровський провулок перейменували на вулицю Культури.
Напередодні 1963 року на вулиці Культури був відкритий Палац одруження — один з перших в Україні. На вулиці Культури знаходиться 116-та середня школа.
У 1972—1973 роках завершено роботи з благоустрою території на місці засипаного яру на ділянці від 116-ї школи до проспекту Науки.

## Об'єкти на вулиці Культури
- Військово-медичний клінічний центр Північного регіону
- Харківська міська громадська організація «Фонд спасіння дітей та підлітків України від наркотиків»
- Харківська регіональна філія Всеукраїнської благодійної організації «Фонд ветеранів МВС України»
- Харківська гімназія № 116
- Будинок «Слово»

## Мешканці
В квартирі № 61 будинку № 8 мешкав живописець Супонін Петро Михайлович.
В будинку № 9 мешкали:
- кв. № 45 — Ткачова Антоніна Яківна — графік;
- кв. № 46 — Томенко Григорій Олексійович — живописець, графік;
- кв. № 47 — Беркович Григорій Борисович, Чернов Леонід Іванович, Яковенко Олена Миколаївна — живописці, графіки;
- кв. № 62 — Бесєдін Сергій Фотійович — живописець;

В квартирі № 1 будинку № 9-А мешкав скульптор Бондар Пилип Мусійович.
В будинку № 12 мешкали:
- кв. № 01 — Джолос Любов Іванівна — графік;
- кв. № 07 — Чернишов Борис Іванович — художник театру;
- кв. № 21 — Соловйов Євген Євгенович, Соловйов Євген Степанович — графіки;
- кв. № 29 — Йоффе Семен Ісайович — художник театру;

В квартирі № 47 будинку № 18 мешкав художник театру Овчаренко Дмитро Павлович.
В будинку № 20 мешкали:
- кв. № 01 — Рибальченко Михайло Андрійович — живописець;
- кв. № 02 — Ширимага Петро Антонович — живописець, графік, художник театру;
- кв. № 03 — Хмельницький Олександр Анатолійович — живописець;
- кв. № 04 — Сизиков Валентин Васильович — живописець, графік;
- кв. № 05 — Агібалов Василь Іванович — скульптор;
- кв. № 06 — Шматько Леонід Олександрович — живописець;
- кв. № 07 — Малик Леонід Ананійович — живописець;
- кв. № 08 — Ткаченко Валентина Іванівна — скульптор;
- кв. № 09 — Каплан Марко Якович — живописець;
- кв. № 11 — Світличний Єфрем Павлович — живописець, графік;
- кв. № 12 — Карась Йосип Ілліч — живописець;
- кв. № 13 — Віхтинський Віктор Іванович — живописець, графік;
- кв. № 14 — Трегуб Євген Захарович — живописець, графік;
- кв. № 16 — Єгоров Євген Павлович — живописець;
- кв. № 17 — Любимський Олександр Павлович — живописець;
- кв. № 18 — Насєдкін Анатолій Леонідович — живописець, графік;
- кв. № 19 — Рябінін Микола Леонідович — скульптор;
- кв. № 20 — Парчевський Всеволод Володимирович — живописець, графік;